# Udaloj-klassen
Udaloj-klassen er en række ASW-destroyere bygget til Sovjetunionens flåde, hvoraf otte stadig er i tjeneste i den russiske flåde. I Rusland betegnes skibene som Projekt 1155 Fregat (Fregatfugl). I alt tolv skibe blev bygget mellem 1980 og 1991 – Et trettende modificeret skib indgik i 1999, dette skib betegnes som Udaloj II-klassen.

## Historie
Projekt 1155 kan spores tilbage til 1970'erne hvor det blev konkluderet at det var for dyrt og ineffektivt at bygge store multirollekrigsskibe. Konceptet med overfladeskibe specialiseret til kun en enkelt krigsførelse blev udviklet af sovjetiske flådedesignere. To forskellige krigsskibsdesigns blev designet af Severnoje Designbureauet: Projekt 956 destroyeren samt Projekt 1155 "større antiubådsfartøj" Udaloj-klassen anses generelt for at være den sovjetiske modsætning til US Navys Spruance-klasse. Der er forskellige bestykninger i luftforsvarsmissilerne og luftvarslingsradarerne i klasse. Designet er grundlagt på Krivak-klassen hvor skibets kerneområder er ubådsjagt, hvilket ses ved skibenes svage kapaciteter indenfor luftforsvar og overfladekrigsførelse.

## Udaloj II
Efter Udaloj's kommandohejsning begyndte russiske designere i 1982 at udvikle en forbedret version der skulle give skibene større kapaciteter indenfor andre krigsførelser end kun antiubådskrigsførelse da man havde erkendt at konceptet med kun en enkelt krigsførelse per skib ikke var rentabelt. Projektet blev benævnt Projekt 1155.1 Fregat II (NATO-rapporteringsnavn: Udaloj II), og dækker over Ruslands eneste multirolledestroyer der skulle være det russiske modstykke til den amerikanske Arleigh Burke-klasse.
Udaloj II har en række større ændringer hvordan største nok er udskiftningen af SS-N-14 antiubådsmissilet med antiskibsmissilet SS-N-22 (Sunburn) som giver klassen en evne til at engagere overflademål på stor afstand. Udaloj II har dog stadig mulighed for at engagere undervandsbåde på stor afstand med sine SS-N-15 missiler fra torpedorørene. Andre ændringer giver forbedrede selvforsvar med et nyt CIWS-system. Udaloj II ligner sin forgænger, men udadtil kan et antal ændringer ses: Kanonen er opgraderet fra 100 mm til 130 mm, tilføjelsen af et Udav-1 torpedovildledningssystem samt forskellige antiluftskytssystemer.
Fremdrivningsmaskineriet består af moderne gasturbiner, forbedrede sonarsystemer, et integreret luftforsvarssystem og digitaliserede systemer. Det originale MGK-355 Polinom sonarsystem (NATO-rapporteringsnavn bestående af Horse Jaw og Horse Tail systemerne på Udaloj I skibene er blevet erstattet af efterfølgeren Zvezda M-2 sonarsystemet der har en rækkevidde på op til 100 km i den anden konvergenszone. Zvezda sonarsystemet betegnes som værende på højde med det amerikanske AN/SQS-53-sonarsystem i effektivitet, men fylder og vejer dog noget mere end dens amerikanske modpart: Alene længden på den skrogmonterede del er næsten 30 meter lagt. Torpedovarslingssystemet fra Polinom sonarsystemet er beholdt og forbedret i Zvezda systemet. 
I 2006 blev Nordflådens Admiral Kharlamov rapporteret som oplagt til et vedligeholdelses- og opgraderingsprogram. I 2008 var Admiral Tjabanenko det første russiske orlogsskib der passerede Panamakanalen siden 2. verdenskrig

## Skibe i klassen
| Pnt.      | Navn                                                                   | Kølen lagt         | Søsat             | Indgået            | Skæbne                                     | Kaldesignal |          |
| Udaloj I  | Udaloj I                                                               | Udaloj I           | Udaloj I          | Udaloj I           | Udaloj I                                   | Udaloj I    | Udaloj I |
| --------- | ---------------------------------------------------------------------- | ------------------ | ----------------- | ------------------ | ------------------------------------------ | ----------- | -------- |
| 695       | Udaloj                                                                 | 23. juli 1977      | 5. februar 1980   | 31. december 1980  | Udgået fra tjeneste 1997, skrottet 2002    | -           |          |
| 659       | Vice-Admiral Kulakov                                                   | 4. november 1977   | 16. maj 1980      | 29. december 1981  | I tjeneste ved Nordflåden                  | -           |          |
| 687       | Marsjal Vasilevskij                                                    | 22. april 1979     | 29. december 1981 | 8. december 1983   | Udgået fra tjeneste 2007                   | -           |          |
| 541       | Admiral Zakharov                                                       | 16. oktober 1981   | 4. november 1982  | 30. december 1983  | Gik i brand i 1992, efterfølgende skrottet | -           |          |
| 499       | Admiral Spiridonov                                                     | 11. april 1982     | 28. april 1984    | 30. december 1984  | Udgået fra tjeneste 2001                   | -           |          |
| 564       | Admiral Tributs                                                        | 19. april 1980     | 26. marts 1983    | 30. december 1985  | I tjeneste ved Stillehavsflåden            | -           |          |
| 543       | Marsjal Sjaposjnikov                                                   | 25. maj 1983       | 27. december 1984 | 30. december 1985  | I tjeneste ved Stillehavsflåden            | -           |          |
| 619       | Severomorsk (ex-Marsjal Budjonnyj) (ex-Marsjal Zjukov) (ex-Simferopol) | 12. juni 1984      | 24. december 1984 | 30. december 1987  | I tjeneste ved Nordflåden                  | -           |          |
| 605       | Admiral Levtjenko (ex-Kharbarovsk)                                     | 27. januar 1982    | 21. februar 1985  | 30. september 1988 | I tjeneste ved Nordflåden                  | -           |          |
| 572       | Admiral Vinogradov                                                     | 5. februar 1986    | 4. juni 1987      | 30. december 1988  | I tjeneste ved Stillehavsflåden            | -           |          |
| 678       | Admiral Kharlamov                                                      | 7. august 1986     | 29. juni 1988     | 30. december 1989  | I tjeneste ved Nordflåden                  | -           |          |
| 548       | Admiral Panteleev                                                      | 28. januar 1988    | 7. februar 1990   | 19. december 1991  | I tjeneste ved Stillehavsflåden            | -           |          |
| Udaloj II |                                                                        |                    |                   |                    |                                            |             |          |
| 650       | Admiral Tjabanenko                                                     | 15. september 1988 | 14. december 1992 | 20. februar 1999   | I tjeneste ved Nordflåden                  | -           |          |
| -         | Admiral Basistij                                                       | 1991               | -                 | -                  | Annulleret umiddelbart efter køllægning    | -           |          |
| -         | Admiral Kutjerov                                                       | 1991               | -                 | -                  | Annulleret umiddelbart efter køllægning    | -           |          |